# アントニオ・メルセロ
アントニオ・メルセロ・フルダイン（スペイン語: Antonio Mercero Juldain、1936年3月7日 - 2018年5月12日）は、スペイン・ギプスコア県ラサルテ＝オリア出身の映画監督・脚本家。

## 経歴
1936年にギプスコア県ラサルテ＝オリアに生まれ、バリャドリッド大学を卒業している。テレビ番組では『Verano azul』や『Farmacia de guardia』を監督した。1972年にTVEで放送された35分の作品『La cabina』では、1973年にアメリカのエミー賞を受賞した。1998年の長編映画『La hora de los valientes』は第21回モスクワ国際映画祭に正式出品され、審査員特別賞を受賞した。
長年のスペイン映画界への貢献が評価され、2010年にはスペイン映画芸術科学アカデミー(AACCE)によってゴヤ賞功労賞を授与された。

## フィルモグラフィー
- Trotin Troteras (1962)
- Leccion de arte (1962)
- Tajamar (1970)
- La cabina (1972)
- Manchas de sangre en un coche nuevo (1975)
- La Guerra de papa (1977)
- Tobi (1978)
- Wait for Me in Heaven (1988)
- Don Juan, mi querido fantasma (1990)
- La hora de los valientes (1998)
- Planta 4ª (2003)
- ¿Y tú quién eres? (2007)

## 受賞
- 1962年 サン・セバスティアン国際映画祭短編映画賞 - 『Lección de arte』
- 1962年 スペイン映画批評家協会賞短編映画賞 - 『Lección de arte』
- 1972年 オンダス賞（スペイン語版）
- 1973年 エミー賞 - 『La cabina』
- 1973年 モンテカルロ・テレビ祭国際批評家賞
- 1998年 第21回モスクワ国際映画祭審査員特別賞 - 『La hora de los valientes』
- 2003年 モントリオール世界映画祭監督賞 - 『Planta 4ª』
- 2010年 ゴヤ賞功労賞